# Beynes (Alpes-de-Haute-Provence)
Pour les articles homonymes, voir Beynes.
Ne doit pas être confondu avec Veynes.
Beynes (Beinas en occitan vivaro-alpin) est une commune française, située dans le département des Alpes-de-Haute-Provence en région Provence-Alpes-Côte d'Azur.
Le nom de ses habitants est Beynois
.

## Géographie
Le vieux village est situé à 793 m d’altitude, dans un vallon affluent de l’Asse, dans le massif du Montdenier. Il se trouve à environ 12 km (à vol d'oiseau) au sud de Digne-les-Bains.

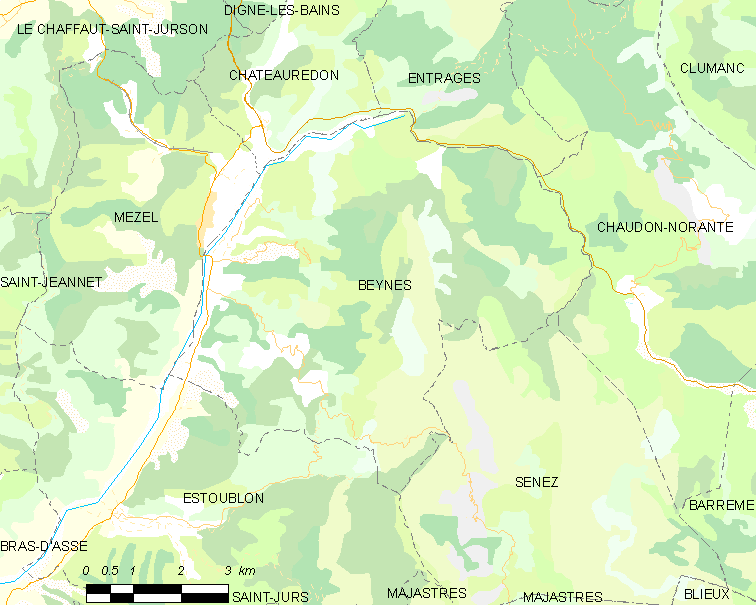
Beynes et les communes voisines (cliquez sur la carte pour accéder à une grande carte avec la légende).

Les communes limitrophes de Beynes sont Entrages, Chaudon-Norante, Senez (enclave du Poil), Estoublon, Mézel, Châteauredon.
Hameaux :
- Creisset
- Palus
- les Guberts
- Saint-Pierre

### Relief
Sommets et cols :
- montagne de Beynes (1 598 m) ;

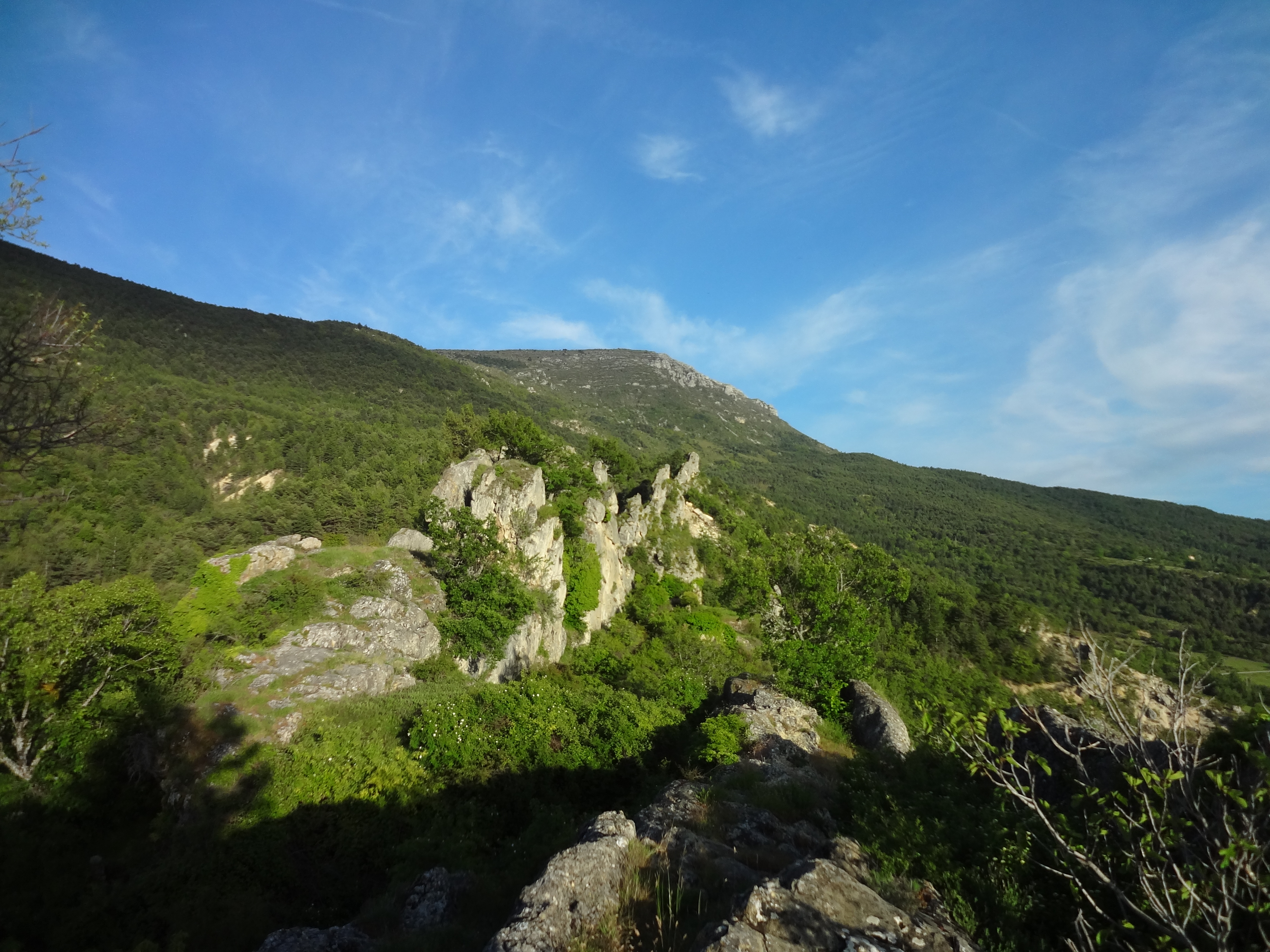
Montagne de Beynes, au fond (1601 m).

- col de la Croix (869 m) entre Palus et Majastres.

### Environnement
La commune compte 1 181 ha de bois et forêts, soit 28 % de sa superficie.

### Transports

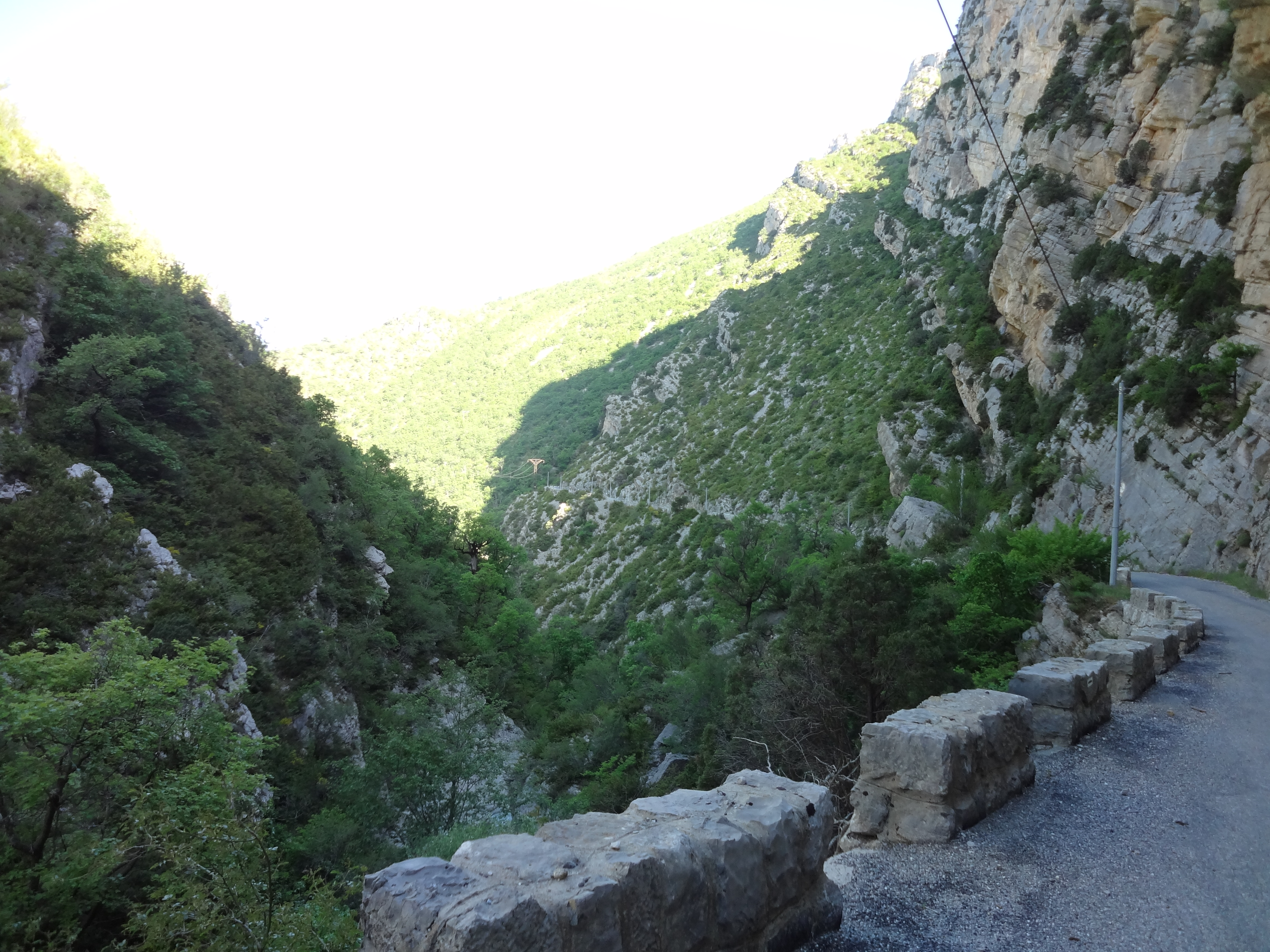
Route départementale RD 17 de Beynes à Majastres.

### Risques naturels et technologiques
Aucune des 200 communes du département n'est en zone de risque sismique nul. Le canton de Mézel auquel appartient Beynes est en zone 1b (risque faible) selon la classification déterministe de 1991, basée sur les séismes historiques
, et en zone 4 (risque moyen) selon la classification probabiliste EC8 de 2011. La commune de Beynes est également exposée à trois autres risques naturels :
- feu de forêt,
- inondation (dans la vallée de la Bléone),
- mouvement de terrain : la commune est concernée par un aléa moyen à fort[5].

La commune de Beynes est également exposée à un risque d’origine technologique, celui de transport de matières dangereuses par route. La départementale RD 907 (ancienne route nationale 207) peut être empruntée par les transports routiers de marchandises dangereuses.
Aucun plan de prévention des risques naturels prévisibles (PPR) n’existe pour la commune et le Dicrim n’existe pas non plus.
La commune a été l’objet de plusieurs arrêtés de catastrophe naturelle en 1994 pour des inondations, des glissements de terrain et des coulées de boue.

### Climat
Pour des articles plus généraux, voir Climat de Provence-Alpes-Côte d'Azur et Climat des Alpes-de-Haute-Provence.
En 2010, le climat de la commune est de type climat méditerranéen altéré, selon une étude du Centre national de la recherche scientifique s'appuyant sur une série de données couvrant la période 1971-2000. En 2020, Météo-France publie une typologie des climats de la France métropolitaine dans laquelle la commune est exposée à un climat de montagne ou de marges de montagne et est dans la région climatique Alpes du sud, caractérisée par une pluviométrie annuelle de 850 à 1 000 mm, minimale en été.
Pour la période 1971-2000, la température annuelle moyenne est de 10,5 °C, avec une amplitude thermique annuelle de 18,1 °C. Le cumul annuel moyen de précipitations est de 863 mm, avec 6,6 jours de précipitations en janvier et 4,6 jours en juillet. Pour la période 1991-2020, la température moyenne annuelle observée sur la station météorologique de Météo-France la plus proche, « Digne les Bains », sur la commune de Digne-les-Bains à 11 km à vol d'oiseau, est de 12,2 °C et le cumul annuel moyen de précipitations est de 681,2 mm. 
La température maximale relevée sur cette station est de 42,1 °C, atteinte le 28 juin 2019 ; la température minimale est de −17,8 °C, atteinte le 4 février 2012,,.
Les paramètres climatiques de la commune ont été estimés pour le milieu du siècle (2041-2070) selon différents scénarios d'émission de gaz à effet de serre à partir des nouvelles projections climatiques de référence DRIAS-2020. Ils sont consultables sur un site dédié publié par Météo-France en novembre 2022.

## Urbanisme

### Typologie
Au 1er janvier 2024, Beynes est catégorisée commune rurale à habitat très dispersé, selon la nouvelle grille communale de densité à 7 niveaux définie par l'Insee en 2022.
Elle est située hors unité urbaine. Par ailleurs la commune fait partie de l'aire d'attraction de Digne-les-Bains, dont elle est une commune de la couronne,. Cette aire, qui regroupe 34 communes, est catégorisée dans les aires de moins de 50 000 habitants,.

### Occupation des sols
L'occupation des sols de la commune, telle qu'elle ressort de la base de données européenne d’occupation biophysique des sols Corine Land Cover (CLC), est marquée par l'importance des forêts et milieux semi-naturels (89,8 % en 2018), une proportion identique à celle de 1990 (89,8 %). La répartition détaillée en 2018 est la suivante :
forêts (50,8 %), milieux à végétation arbustive et/ou herbacée (31,7 %), zones agricoles hétérogènes (8,4 %), espaces ouverts, sans ou avec peu de végétation (7,3 %), prairies (1,8 %).
L'évolution de l’occupation des sols de la commune et de ses infrastructures peut être observée sur les différentes représentations cartographiques du territoire : la carte de Cassini (XVIIIe siècle), la carte d'état-major (1820-1866) et les cartes ou photos aériennes de l'IGN pour la période actuelle (1950 à aujourd'hui).

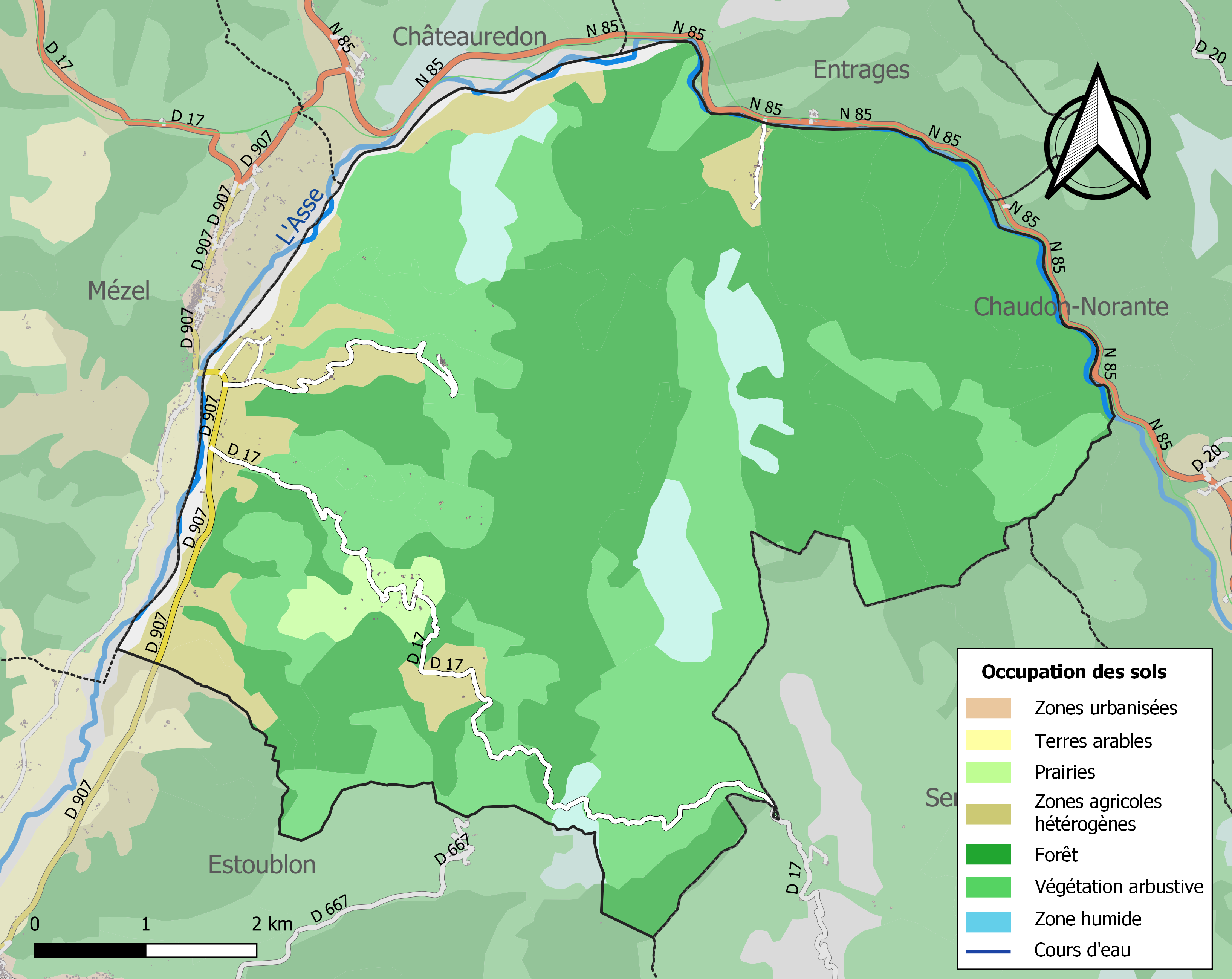
Carte de l'occupation des sols de la commune en 2018 (CLC).

## Toponymie
La localité apparaît pour la première fois dans les textes vers 1200 (de Bezenas, ou Bedenis). Selon Charles Rostaing, le nom est formé de la racine oronymique (désignant une montagne) * BeD, qui s’est appliqué à l’éperon rocheux sur lequel le village est construit, racine qui serait antérieure aux Gaulois. Ernest Nègre lui attribue la même racine, sans lui donner de sens particulier
,,.
Le nom de l’ancienne commune de Creysset (citée en 1274, de Greissello, est issu du nom préceltique *kr-isc-ellu, désignant un terrain caillouteux et celui de Trévans (de Trevano, cité en 1157) est formé sur la racine oronymique préceltique.

## Histoire
Les territoires de Creysset et de Beynes ont été occupés très tôt, comme l’attestent les nombreux vestiges datant de l’âge du fer retrouvés.
De la période de présence romaine datent quelques vestiges. En 1981, des travaux ont mis au jour un four de potier à canaux latéraux.
Au Moyen Âge, les deux communautés de Creysset et de Beynes relevaient de la viguerie de Digne. Le hameau de Saint-Pierre, situé près de la clue de Chabrières, peut correspondre à un prieuré Saint-Pierre-d’Arcançon.
Les ligueurs assiègent le château en 1591, avant qu’il soit démoli.
Un marquisat de Beynes est créé en 1673 pour Pierre de Castillon.
Le coup d'État du 2 décembre 1851 commis par Louis-Napoléon Bonaparte contre la Deuxième République provoque un soulèvement armé dans les Basses-Alpes, en défense de la Constitution. Après l’échec de l’insurrection, une sévère répression poursuit ceux qui se sont levés pour défendre la République : 4 habitants de Beynes sont traduits devant la commission mixte.
Comme de nombreuses communes du département, Beynes et Creisset se dotent d’écoles bien avant les lois Jules Ferry : en 1863, Beynes en possède deux, installées au chef-lieu et au hameau de Palus, et Creisset possède aussi la sienne, qui dispensent une instruction primaire aux garçons
. Aucune instruction n’est donnée aux filles : ni la loi Falloux (1851), qui impose l’ouverture d’une école de filles aux communes de plus de 800 habitants, ni la première loi Duruy (1867), qui abaisse ce seuil à 500 habitants, ne concernent les deux communes. La commune de Creisset profite des subventions de la deuxième loi Duruy (1877) pour rénover son école, et ce n’est qu’avec les lois Ferry que les filles des deux communes sont régulièrement scolarisées.
La commune de Creisset est absorbée par celle de Beynes en 1925. La communauté de Creisset est signalée au XIIIe siècle, sous le nom de Creissellum. Elle comptait 21 feux en 1315 et 6 après la crise du XIVe siècle (peste noire et guerre de Cent Ans) ; en 1765, sa population était de 168 habitants.

Monuments aux morts
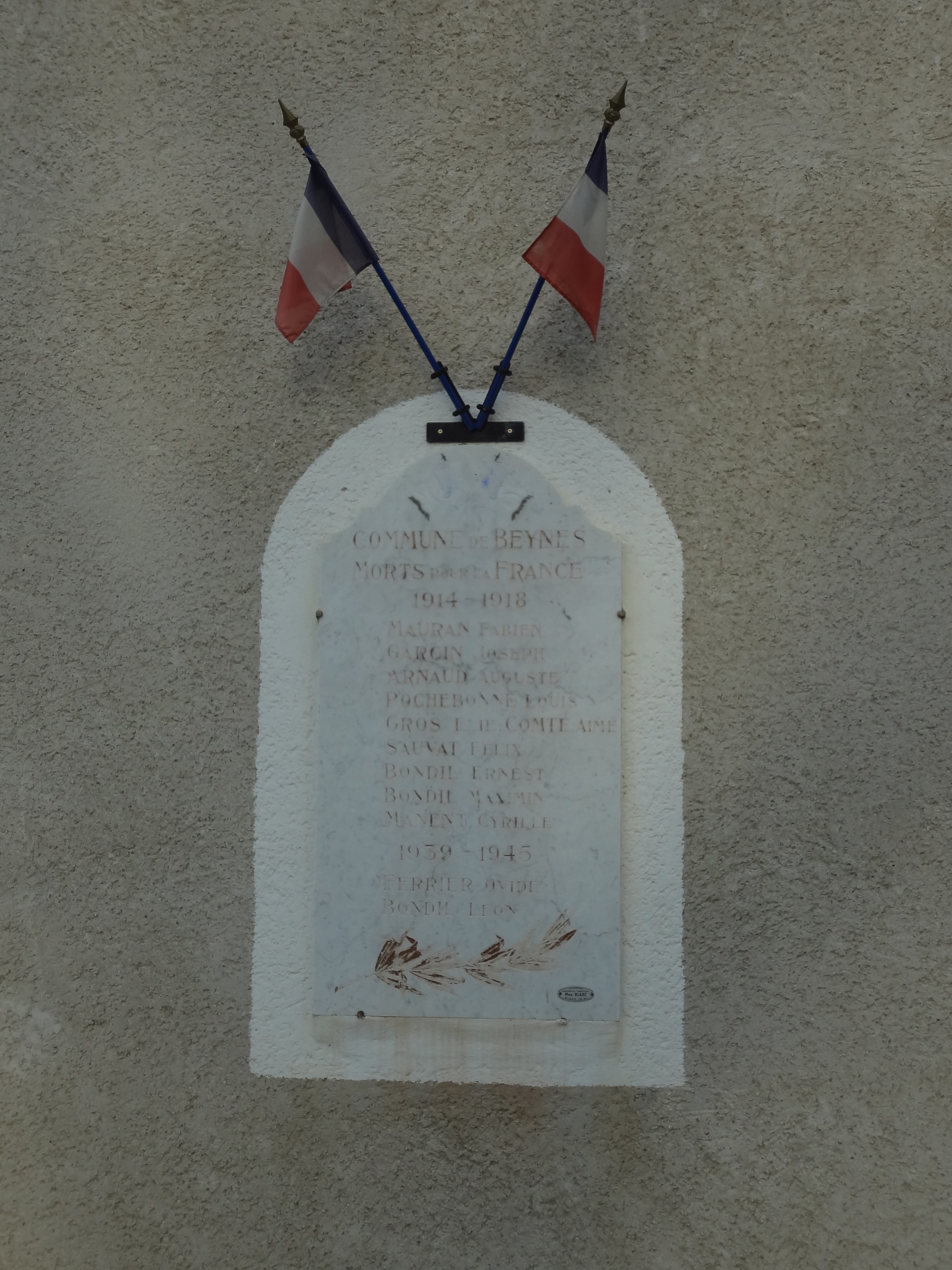
Plaque-monument aux morts sur la mairie de Beynes.
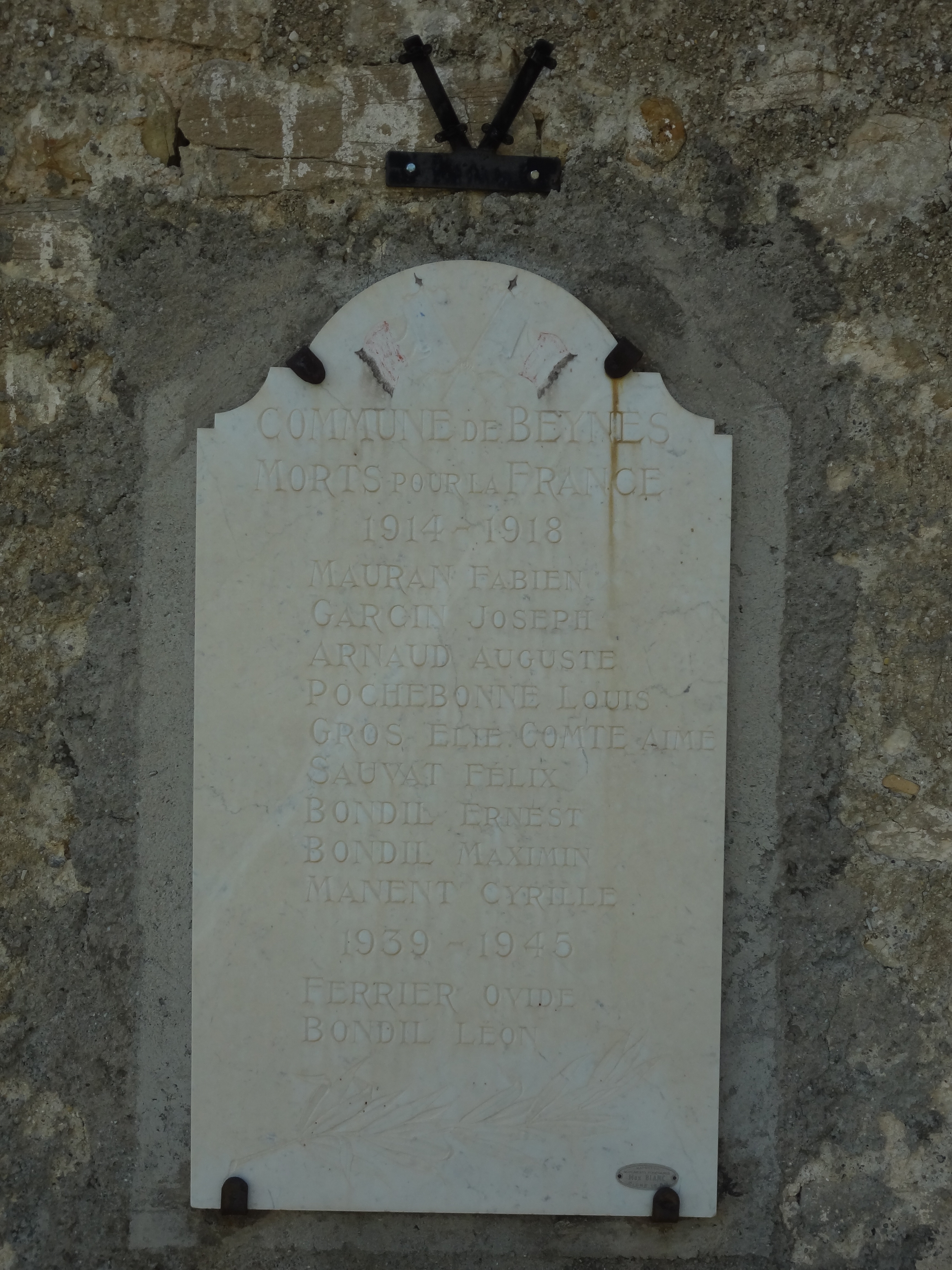
Plaque-monument aux morts sur l’église du vieux village de Beynes.

La libération de Beynes a lieu lors du passage d’une colonne de la 36e division d’infanterie (US), le matin du 19 août 1944, sur la route nationale 207. Mais, venant de Riez et se dirigeant sur Digne, elle n’est pas passée au village.
Jusqu’au milieu du XXe siècle, la vigne était cultivée à Beynes, Saint-Pierre, et Creisset. Le vin produit, était destiné à l’autoconsommation. Cette culture est aujourd’hui abandonnée
.

## Héraldique
| Blason de Beynes | Blason  | De gueules à la lettre B capitale d'or accompagnée de trois annelets d'argent.                             |
| Blason de Beynes | Détails | Le statut officiel du blason reste à déterminer.                                                           |
| Blason de Beynes | Alias   | D'azur, à un croissant d'argent, surmonté d'un soleil d'or. Creisset (ancienne commune rattachée en 1925). |

## Politique et administration

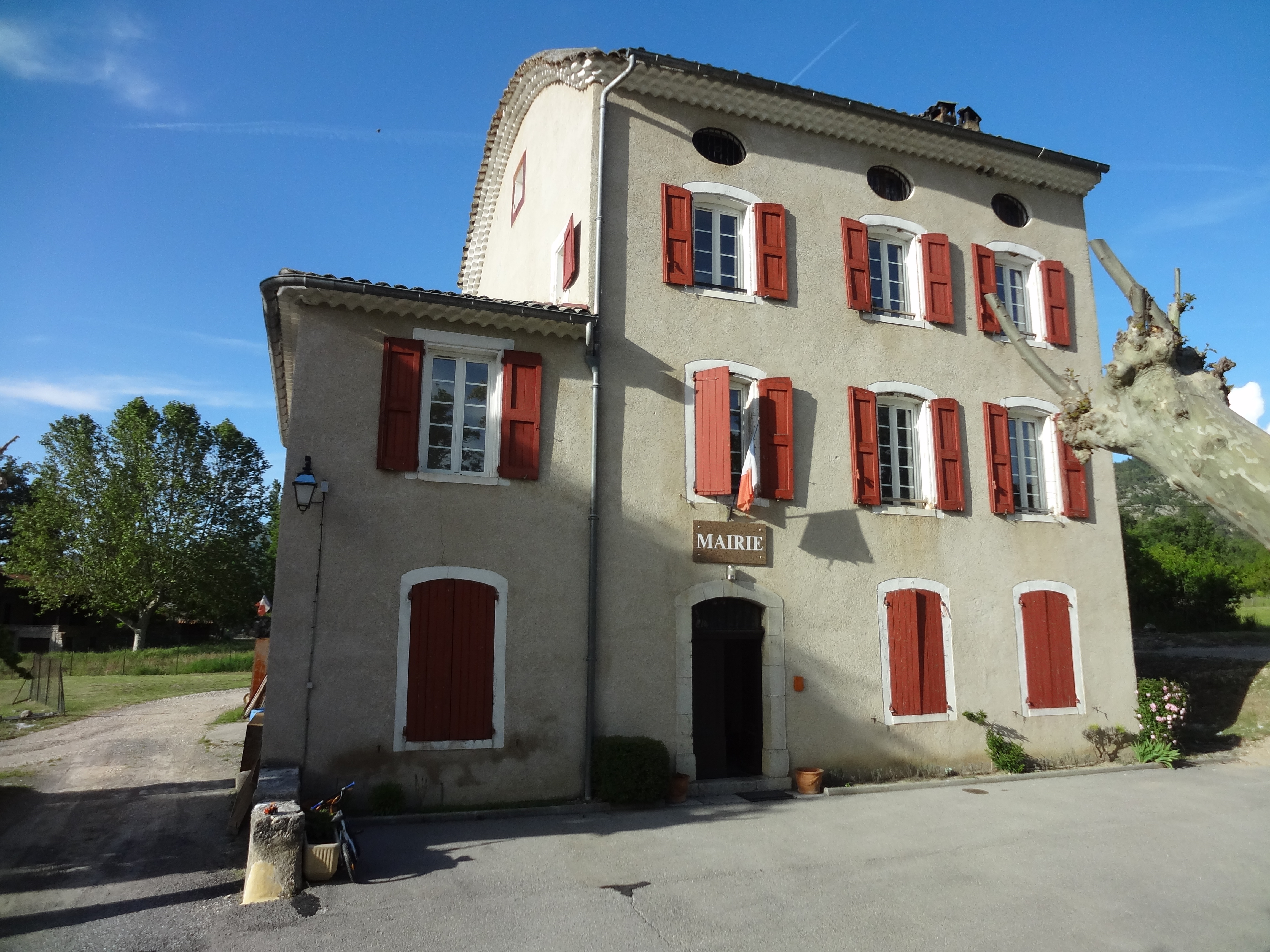
La mairie (une partie du bâtiment sert de logements).

### Liste des maires
| Période                                  | Période                       | Identité        | Étiquette | Qualité     |
| ---------------------------------------- | ----------------------------- | --------------- | --------- | ----------- |
| mai 1945                                 |                               | Louis Trabuc    |           |             |
|                                          |                               |                 |           |             |
| mars 2001                                | mars 2008                     | Julien Beuil    |           |             |
| mars 2008                                | En cours (au 21 octobre 2014) | Sylvain Flores, | DVG       | Agriculteur |
| Les données manquantes sont à compléter. |                               |                 |           |             |

### Intercommunalité

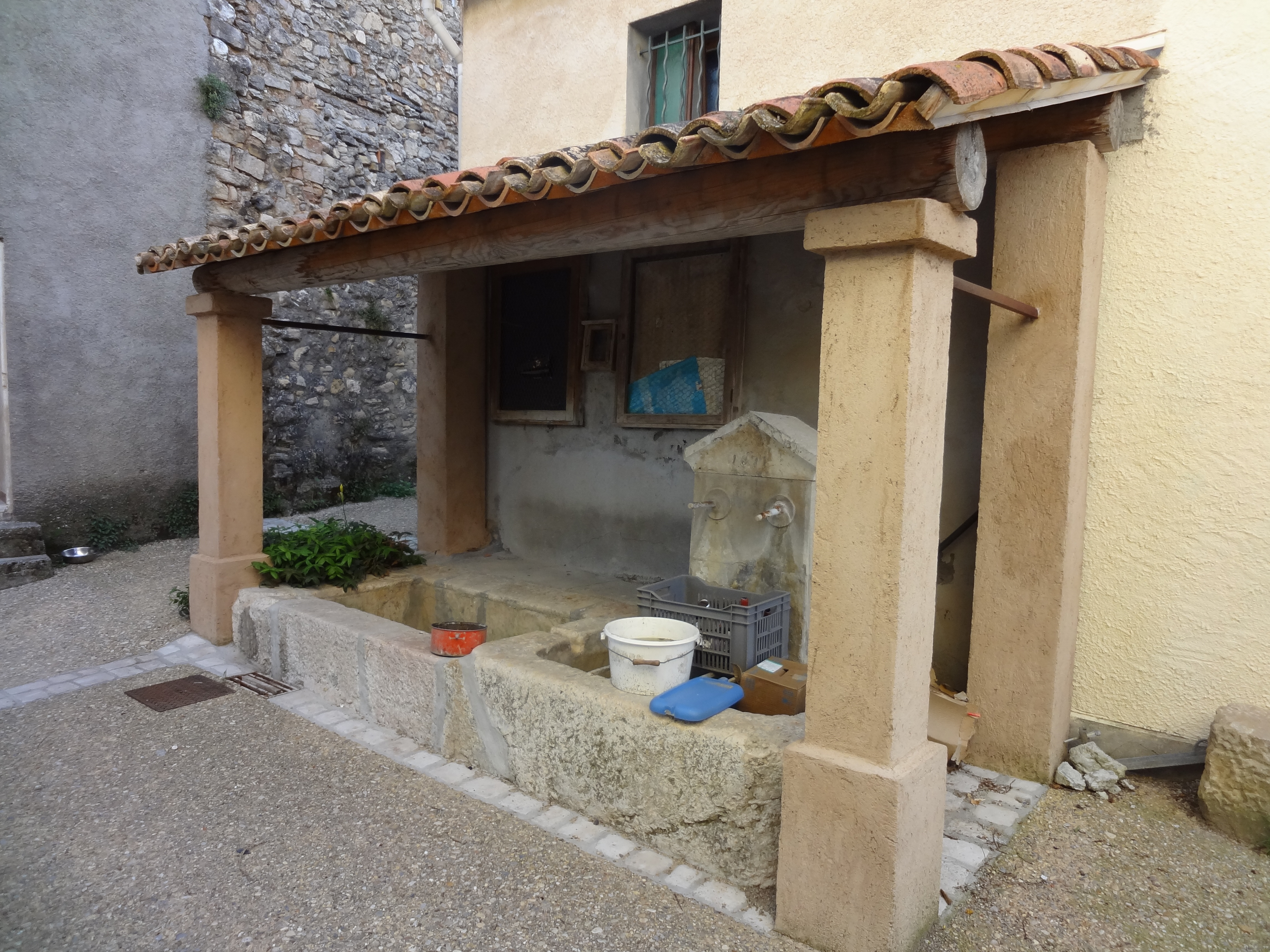
Fontaine-lavoir du vieux village (1871).

Beynes a fait partie, de 2005 à 2012, de la communauté de communes de l'Asse et de ses Affluents, puis de 2013 à 2016 de la communauté de communes Asse Bléone Verdon. Cette dernière a fusionné avec d'autres communautés de communes pour constituer la communauté d'agglomération Provence-Alpes Agglomération, existant depuis le 1er janvier 2017.

## Démographie
L'évolution du nombre d'habitants est connue à travers les recensements de la population effectués dans la commune depuis 1765. Pour les communes de moins de 10 000 habitants, une enquête de recensement portant sur toute la population est réalisée tous les cinq ans, les populations de référence des années intermédiaires étant quant à elles estimées par interpolation ou extrapolation. Pour la commune, le premier recensement exhaustif entrant dans le cadre du nouveau dispositif a été réalisé en 2006.

En 2022, la commune comptait 121 habitants, en évolution de −5,47 % par rapport à 2016 (Alpes-de-Haute-Provence : +2,84 %, France hors Mayotte : +2,11 %).
| 1765 | 1793 | 1800 | 1806 | 1821 | 1831 | 1836 | 1841 | 1846 |
| ---- | ---- | ---- | ---- | ---- | ---- | ---- | ---- | ---- |
| 173  | 357  | 326  | 365  | 349  | 417  | 406  | 364  | 401  |

| 1851 | 1856 | 1861 | 1866 | 1872 | 1876 | 1881 | 1886 | 1891 |
| ---- | ---- | ---- | ---- | ---- | ---- | ---- | ---- | ---- |
| 373  | 351  | 340  | 315  | 319  | 326  | 333  | 309  | 306  |

| 1896 | 1901 | 1906 | 1911 | 1921 | 1926 | 1931 | 1936 | 1946 |
| ---- | ---- | ---- | ---- | ---- | ---- | ---- | ---- | ---- |
| 279  | 266  | 223  | 233  | 162  | 161  | 149  | 146  | 109  |

| 1954 | 1962 | 1968 | 1975 | 1982 | 1990 | 1999 | 2006 | 2011 |
| ---- | ---- | ---- | ---- | ---- | ---- | ---- | ---- | ---- |
| 87   | 63   | 51   | 54   | 75   | 93   | 114  | 119  | 124  |

| 2016 | 2021 | 2022 | - | - | - | - | - | - |
| ---- | ---- | ---- | - | - | - | - | - | - |
| 128  | 121  | 121  | - | - | - | - | - | - |

| 1315    | 1471    |
| ------- | ------- |
| 73 feux | 36 feux |

L’histoire démographique de Beynes, après la saignée des XIVe et XVe siècles et le long mouvement de croissance jusqu’au début du XIXe siècle, est marquée par une période d’« étale » où la population reste relativement stable à un niveau élevé. Cette période dure de 1811 à 1851. L’exode rural provoque ensuite un mouvement de baisse de la population de longue durée. En 1921, la commune enregistre la perte de plus de la moitié de sa population par rapport au maximum historique de 1831. Le mouvement de baisse ne s'interrompt que dans les années 1970. Depuis, la population a plus que doublé.

## Économie

### Aperçu général
En 2009, la population active s’élevait à 59 personnes, dont neuf chômeurs (huit fin 2011). Ces travailleurs sont majoritairement salariés (31 sur 50) et travaillent majoritairement hors de la commune (37 actifs sur 50). Plus de la moitié des établissements de la commune se trouvent dans l’agriculture (15 sur 28 en 2010).

### Agriculture
Fin 2010, le secteur primaire (agriculture, sylviculture, pêche) comptait 15 établissements actifs au sens de l’Insee et un emploi salarié.
Le nombre d’exploitations, selon l’enquête Agreste du ministère de l’Agriculture, est en légère augmentation dans les années 2000, passant de 11 à 12, essentiellement des élevages ovins (sept). La polyculture a disparu de la commune dans les années 2000, les exploitants restants pratiquant soit les grandes cultures, soit le maraîchage. De 1988 à 2000, la surface agricole utile (SAU) a augmenté, de 654 ha à 710 ha, alors que le nombre d’exploitations baissait (de 15 à 11). Cette augmentation de la SAU a continué lors de la dernière décennie, pour arriver à 738 ha.

### Industrie
Fin 2010, le secteur secondaire (industrie et construction) comptait trois établissements, employant huit salariés.

### Activités de service
Fin 2010, le secteur tertiaire (commerces, services) comptait sept établissements (sans aucun emploi salarié), auxquels s’ajoutent les trois établissements du secteur administratif, sanitaire et social, salariant une personne.
D'après l’Observatoire départemental du tourisme, la fonction touristique est importante pour la commune, avec entre un et cinq touristes accueillis par habitant
, l’essentiel de la capacité d'hébergement étant marchande. Plusieurs structures d’hébergement à finalité touristique existent dans la commune :
- un camping trois étoiles[55] avec une capacité de 100 emplacements[56],[57] ;
- plusieurs meublés[58].

Les résidences secondaires apportent un appoint non négligeable à la capacité d’accueil (un logement sur trois, soit 36, sont des résidences secondaires).

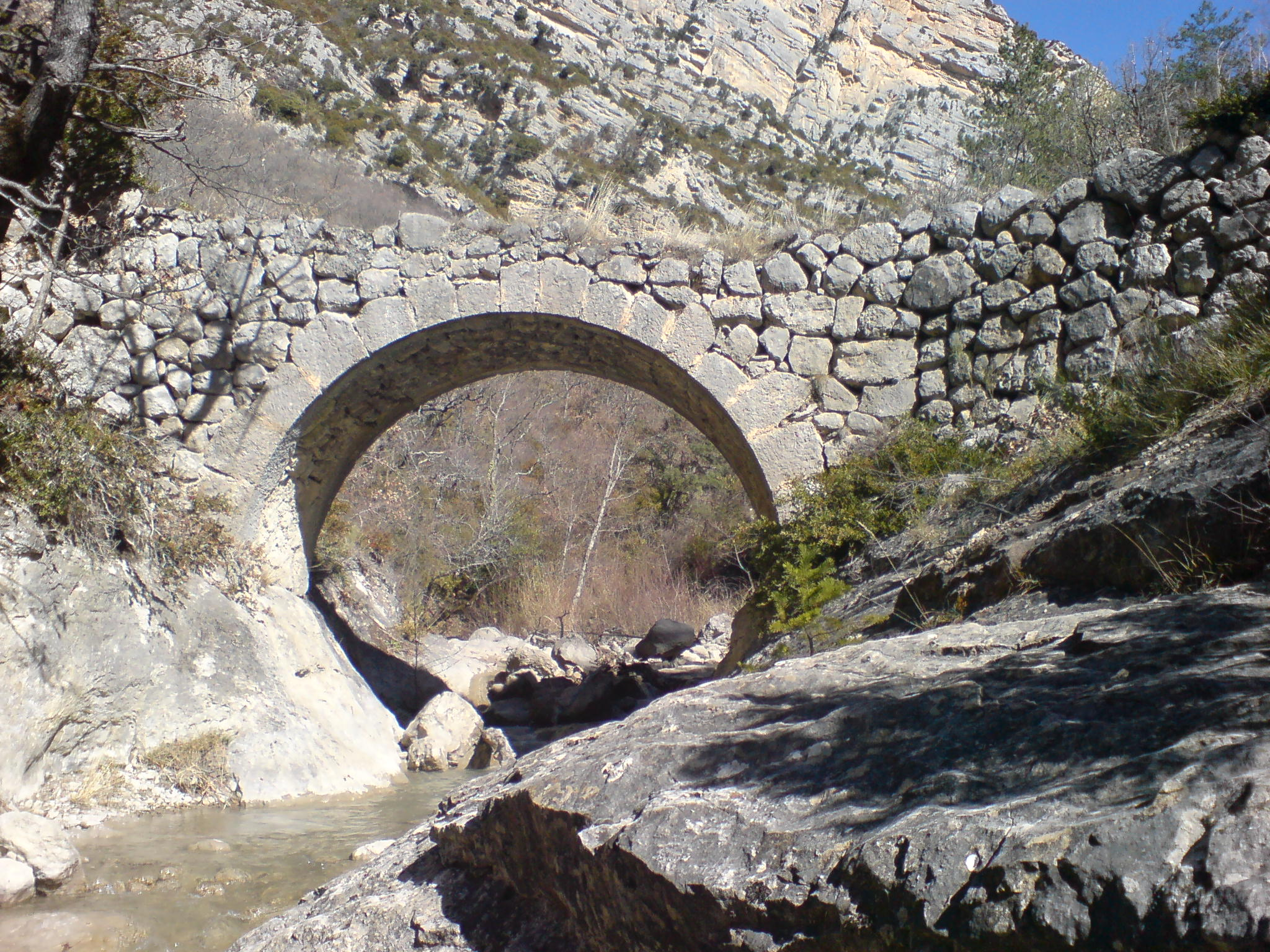
Pont dit romain, dans un vallon adjacent aux gorges de Trévans (la clef de voûte est gravée 1851).

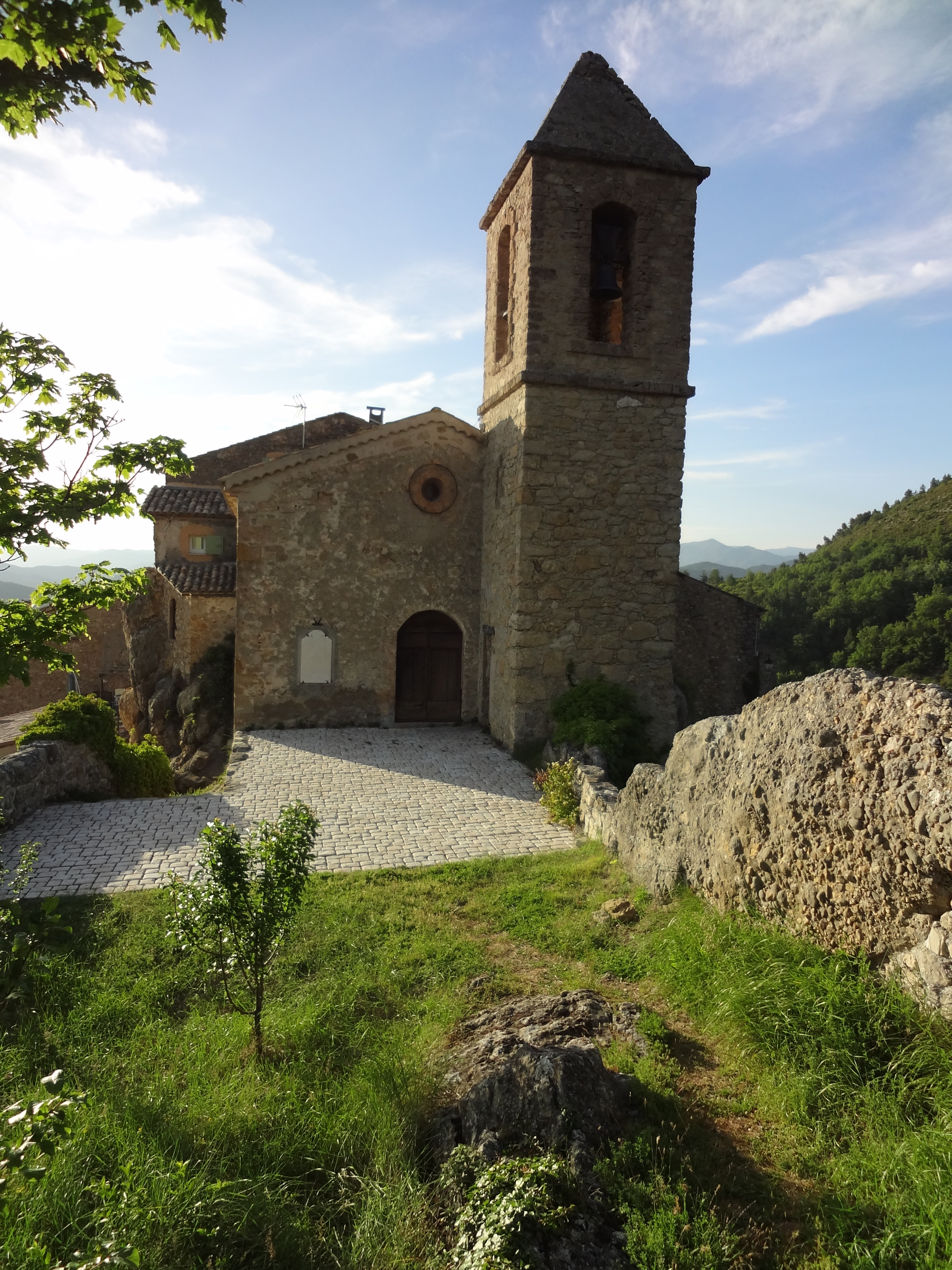
Église Saint-Pierre-et-Saint-Martin de Beynes.

## Lieux et monuments
- Châteaux : au Plan-de-Beynes (XVIIe[61] ou XVIIIe siècle), décrit comme une bastide par Raymond Collier, et orné de gypseries[62] ; château fort proche du village, en ruines ; château de Creisset, en ruines
- plusieurs ponts de la commune sont assez anciens ou particuliers :
  - sur le chemin (abandonné) allant de Creisset à Digne, subsiste une arche surbaissée (datée approximativement du XVIIIe siècle), appuyée sur le Rocher des trois évêchés (Digne, Riez, Senez) au centre de l’Asse[63] ;
  - le pont sur le ravin du pas d’Escale, dit « pont romain » : à 2,5 km à l’est de Trévans, vers les gorges de Trévans, en passant par la chapelle Saint-André. Le pont comporte une arche unique en plein cintre. Le roc a été entaillé pour donner un appui au cintre de la voûte pendant la construction. Le pont actuel doit remonter à 1851 d’après la date portée sur la clef de l’arc de tête. Il est construit pour faire passer un chemin muletier[63] ;
  - le pont de Preynes : situé à 400 m en amont, sur la RD 17/route de Preynes. Il date de 1855 : construit en appareil soigné, il est long de 19 m, large de 3 m, son arche a une portée de 7,9 m[64] ;
- Églises :
  - Saint-Pierre-et-Saint-Martin à Beynes, au plafond en bâtière, chevet plat, clocher-tour[65]. Une statue de saint Martin de Tours (datée avec incertitude du XVIIe siècle[66]). Dans le mobilier, se trouvent notamment :
    - un plat de quête du XVIe siècle, en cuivre, décoré de godrons[67] ;
    - un ciboire en argent, armorié (blason de l’évêque de Senez Duchaine, 1623-1671), classé[68] ;
    - un ostensoir en argent, du début du XIXe siècle, classé[69] ;

  - Sainte-Madeleine-et-Saint-Étienne au Creisset : elle est ornée d’intéressantes reproductions de plantes médicinales, avec des teintes à dominantes ocre et rouille[70] ;
- Chapelles : à Palus (ancienne église paroissiale)[27] ; Saint-Étienne[2]